# Чемпіонат світу з кросу 1979
Чемпіонат світу з кросу 1979 був проведений 25 березня в ірландському Лімерику. Траса змагань була прокладена на іподромі «Грінпарк».
Місце кожної країни у командному заліку серед дорослих чоловічих команд визначалося сумою місць, які посіли перші шестеро спортсменів цієї країни. При визначенні місць дорослих жіночих та юніорських чоловічих команд брались до уваги перші чотири результати відповідно.

## Чоловіки
| Першість | Золото | Золото                                  | Срібло | Срібло                              | Бронза | Бронза                   |
| -------- | --- | --------------------------------------- | --- | ----------------------------------- | --- | ------------------------ |
| Особиста | Джон Трісі Ірландія                                                                                        | 37.20                                   | Броніслав Маліновський Польща                                                                                     | 37.29                               | Олександр Антипов СРСР                                                                                             | 37.30                    |
| Командна | АнгліяДжуліан Гоутер Майк Мак-Леод Енді Голден Нік Роуз Берні Форд Нік Ліз Рой Бейлі Кен Ньютон Баррі Сміт | 119 очок9 14 20 21 22 33 (37) (73) (89) | ІрландіяДжон Трісі Денні Мак-Дейд Джеррі Діган Мік О'Ші Дональд Волш Тоні Брієн Імонн Коглен Рей Трісі Едді Ледді | 1981 11 43 46 47 50 (70) (79) (127) | СРСРОлександр Антипов Леонід Мосеєв Юрій Михайлов Енн Селлік Олександр Федоткін Володимир Меркушин Валерій Абрамов | 2103 18 35 38 48 68 (75) |

| Першість | Золото                                                                                        | Золото                      | Срібло                                                                      | Срібло                 | Бронза                                                                       | Бронза       |
| -------- | --------------------------------------------------------------------------------------------- | --------------------------- | --------------------------------------------------------------------------- | ---------------------- | ---------------------------------------------------------------------------- | ------------ |
| Особиста | Едді де Пау Бельгія                                                                           | 23.02                       | Стів Біннс Англія                                                           | 23.09                  | Ільдар Денікеєв СРСР                                                         | 23.20        |
| Командна | ІспаніяХорхе Гарсія Педро Гарін Валентин Родрігес Хосе Маестра Хосе Хуан Боїс Хорхе Кастельйо | 57 очок8 14 17 18 (37) (72) | АнгліяСтів Біннс Колін Мур Джефф Тернбулл Дейв Льюїс Стів Крем Шон Конноллі | 742 15 27 30 (36) (64) | СРСРІльдар Денікеєв Сергій Кисельов Володимир Безлєпкін Абдурахман Ібрагімов | 753 16 25 31 |

## Жінки
| Першість | Золото                                                                        | Золото                    | Срібло                                                                                  | Срібло           | Бронза                                                                        | Бронза                 |
| -------- | ----------------------------------------------------------------------------- | ------------------------- | --------------------------------------------------------------------------------------- | ---------------- | ----------------------------------------------------------------------------- | ---------------------- |
| Особиста | Грете Вайтц Норвегія                                                          | 16.48                     | Раїса Смехнова СРСР                                                                     | 17.14            | Еллісон Гудолл США                                                            | 17.18                  |
| Командна | СШАЕллісон Гудолл Джен Меррілл Джулі Ші Маргарет Грос Дженні Вайт Джулі Браун | 29 очок3 7 8 11 (19) (38) | СРСРРаїса Смехнова Світлана Ульмасова Гіана Романова Раїса Бєлоусова Раїса Садрейдінова | 482 5 12 29 (53) | АнгліяЕнн Форд Пенні Форс Пола Фадж Реджіна Джойс-Бонні Глініс Пенні Рут Сміт | 689 15 17 27 (32) (42) |

## Медальний залік
| Місце               | Країна              | Золото | Срібло | Бронза | Загалом |
| ------------------- | ------------------- | ------ | ------ | ------ | ------- |
| 1                   | Англія              | 1      | 2      | 1      | 4       |
| 2                   | Ірландія            | 1      | 1      | 0      | 2       |
| 3                   | США                 | 1      | 0      | 1      | 2       |
| 4                   | Іспанія             | 1      | 0      | 0      | 1       |
| 4                   | Бельгія             | 1      | 0      | 0      | 1       |
| 4                   | Норвегія            | 1      | 0      | 0      | 1       |
| 7                   | СРСР                | 0      | 2      | 4      | 6       |
| 8                   | Польща              | 0      | 1      | 0      | 1       |
| Загалом (8 збірних) | Загалом (8 збірних) | 6      | 6      | 6      | 18      |

## Українці на чемпіонаті
Донеччанин Володимир Безлєпкін був 25-м на фініші юніорського забігу, а у командному заліку за підсумками юніорського забігу в складі збірної СРСР здобув бронзову медаль.